# Чандраварман
Чандраварман (д/н — 535) — 6-й магараджа індуїстської держави Таруманагара у 515—535 роках.

## Життєпис
Син магараджи Індравармана. Інформації про Чандравармана небагато. Його ім'я вказано лише в рукописі Вангсакерти. Спадкував трон 515 року. Панував 20 років. 526 року його родич Манікмая повстав, залишив Сундапуру, перебрався на південний схід, де заснував власну державу Кендан (сучасний район Нагрег між Бандунгом і Лімбанганом, поблизу міста Гарут). Це засвідчило слабкість монарха і самої Таруманагари. Помер Чандраварман у 535 році. Йому спадкував син Сурьяварман.